# Wilson Portal
Wilson Portal är ett berg i Antarktis. Det ligger i Västantarktis. Nya Zeeland gör anspråk på området. Toppen på Wilson Portal är 1 200 meter över havet.
Terrängen runt Wilson Portal är kuperad åt nordost, men åt sydväst är den bergig. Trakten är obefolkad. Det finns inga samhällen i närheten.